# Queiro
Queiro es una aldea  situada en la parroquia de Nebra en el municipio de Puerto del Son (provincia de La Coruña, Galicia, España).
Está situada a 203 metros sobre el nivel del mar a 7,4 kilómetros de la cabecera municipal. Las localidades más cercanas son Resúa y A Pedra do Lobo. En 2022 tenía 15 habitante (5 hombres y 10 mujeres).